# Tours de Chignin
 (janvier 2020).
Si vous disposez d'ouvrages ou d'articles de référence ou si vous connaissez des sites web de qualité traitant du thème abordé ici, merci de compléter l'article en donnant les références utiles à sa vérifiabilité et en les liant à la section « Notes et références ».
Les tours de Chignin forment un ancien camp retranché dont les vestiges se dressent en France sur la commune de Chignin, dans le département de la Savoie en région Rhône-Alpes.
Les tours et le site archéologique dont elles font partie font l’objet d’une inscription au titre des monuments historiques par arrêté du 18 février 1991.

## Géographie
Les tours de Chignin sont situées dans le département français de Savoie sur la commune de Chignin, les sept tours se dressent aux lieux-dits Bourdeau, Montagny et Les Tours, sur un plateau à 0,6 kilomètre à l'ouest-nord-ouest de l'église du bourg, dominant la route de Chambéry.

## Histoire
Vers 1100 il est fait mention à Chignin d'un château et de sa chapelle. En 1107 une famille en porte le nom ; elle s'éteindra vers le milieu du XIIIe siècle et la seigneurie est alors démembrée entre plusieurs héritiers qui érigent chacun une tour.
C'est Amédée V de Savoie, alors en guerre avec le Dauphiné, qui aurait ordonné de clore le site de Chignin. L'enceinte générale fut élevée entre 1233 et 1253.
Le site fut occupé par les Français, en 1690. Au début du XVIIIe siècle, Victor-Amédée II de Savoie fait de Chignin son quartier général, lors d'une nouvelle guerre qui oppose la France et la Savoie ; ce conflit débouchera sur la 4e occupation française. Le site sera de nouveau occupé en 1792, par les troupes sardes.
En 1983 et 1985, l'ensemble du site a fait l'objet d'une campagne de relevés archéologiques, menée par le médiéviste Bernard Demotz et ses étudiants. Ces travaux ont démontré la cohérence de l'ensemble fortifié.

### La Biguerne ou Clos Saint-Anthelme
Le premier seigneur qui nous est connu est Pierre vers 1088, descendant des seigneurs de La Pallud. On relève, entre 1070-1080, le seigneur Hardouin de Chignin, dit de Migain, et qui se fit chartreux. Son fils Saint-Anthelme naît à la Biguerne en 1107, est prieur de la Grande Chartreuse puis évêque de Belley. Michel de Chignin, en 1310, accompagne Amédée V de Savoie en Italie et Barthélémy de Chignin est conseiller du comte Amédée VI de Savoie. En 1478, Pierre de Chignin, co-seigneur de Chignin et de la Biguerne, prête hommage au duc. La Biguerne est, avant 1538, passée par mariage à la famille Alamand, par le mariage de Françoise de la Biguerne avec Claude Alamand. Leur fils François aliène le fief en 1542 à Pierre de Caluse. Philiberte de Caluse le vend, en 1568, à messire Jean Ruffin, fils d'un bourgeois de Chambéry, qui relève le nom de la Biguerne et érige une chapelle. Barthélémy Ruffin, vers 1578, est seigneur de la Biguerne.
Aymard Carron en 1699 en fait l'acquisition. Elle passe à François Carron, époux en 1692 de dame Hyacinthe Favier. En 1738, sur le cadastre elle est au nom de Jean-François Favier, et par mariage elle passe, en 1753, à la famille d'Oncieu. Ces derniers la cèdent à la famille Clermont de Vars.
En 1854, elle est acquise par le baron Angleys, qui la vend aux révérends Pères Chartreux. Ces derniers la relèvent alors de sa ruine, construisent en 1877 une nouvelle chapelle due à l'architecte de Fourvières, Pierre Bossan. Elle reste la propriété des Chartreux jusqu'en 1903 lors de la liquidation des biens de la Congrégation des Chartreux. En 1906, l'ensemble du "Clos Saint Anthelme" est acquis par Jean PIGOT domicilié à Dublin qui le cède gratuitement en 1909 au chanoine Collonge. En 1926, il devient la propriété de la "Société du Clos Saint Anthelme" représentée et gérée par Mme Magdeleine De Buttet qui y fera construire une maison de repos, qui fermera ses portes en 1972. En 2005, la commune de Chignin fera l'acquisition de la chapelle et de ses abords immédiats, mais une partie du site reste, encore aujourd'hui, en propriétés privées.

### Tour de la Place ou tour des Archers
Le premier possesseur connu est André de Chignin, seigneur de la Place, qui émigre en 1460 en Faucigny. Barthélémy de la Biguerne avait relâché la tour de la Place, déjà pratiquement ruinée, à André, son cousin. André était le petit-fils de Barthélémy de Chignin, conseiller du « comte Vert » Amédée VI. Claude et Humbert, ses propres petits-fils, furent co-seigneurs de la Place. Elle passe au fils de Claude, Antoine de Chignin, époux de Claudine d'Oncieu, qui n'eurent pas de descendants. La place passe alors à des cousins, Louis et François de Chignin, mineurs, dont le tuteur, en 1573, cédera la tour à messire Claude Nicole, fils de Bonne de Crescherel, bourgeois de Montmélian, docteur es-droits. Ce dernier restaure la maison forte et la met aux goûts du jour ; il en profite pour prendre le nom de La Place. Sur le cadastre, en 1738, elle est au nom de Joseph-Aynard de La Place. La famille de La Place en gardera la propriété jusqu'au XIXe siècle. La maison forte quant à elle avait été détruite en 1711 par les reîtres de Thänn lors de la guerre dite de « Succession d'Espagne ».

### La tour Corraz
Sur le cadastre, en 1738, elle est qualifiée de masure, et elle est au nom de Guillaume d'Oncieu de la Bathie, apparenté à la famille de la Place. Son histoire nous reste inconnue à ce jour.

### La tour de Bourdeau
Vers 1330, elle est probablement la possession de Rodolphe de Miolans qui l'aurait reçue par mariage. En 1347, Amédée VI de Savoie en donne l'investiture à Aymar de Seyssel de la Bâtie. Agnesonne de Seyssel, veuve de noble Humbert de Bacin (Bassens) de Chambéry, y loge en 1367. Guy de Seyssel, seigneur de Bourdeau, de Saint-Cassin, de la Serraz, en hérite en 1470 de son cousin Jean de Seyssel, maréchal de Savoie mort en 1465.
Bertrand de Seyssel (†1619 à Chambéry), petit-fils de Jean de Seyssel, fils de Guy, lui-même chambellan et maître d'hôtel du duc de Savoie et époux en 1485 de Marguerite de Luyrieu, lègue la tour de Bourdeau à Sigismond de Seyssel, premier marquis de la Serraz. En 1738, la tour est la propriété de Nicolas Graine.

### La tour de Montagny
Les Amblard de Chignin la tiennent en fief. Ils sont les descendants, par les femmes, de la famille de Saint-Anthelme. On relève, au milieu du XIIIe siècle, un Hugues Amblard, chevalier, auquel succède son fils, Guigues ou Gui (†1345), son petit-fils, Hugonard. Ce dernier marié à Guigonne de Seyssel, leur fils, Pierre, seigneur de Montagny, bailli de Savoie, en 1403, en prête hommage. Il testera en 1449. Françoise de Vinay, sa seconde épouse, gardera l'usufruit de Montagny. Il eut quatre fils hors mariage qu'il légitimera, dont un, Hugonin (†av.1502), époux d'Antoinette de Meximieux, bailli et châtelain, seigneur de Montagny, dont il est inféodé en 1470. Guigonne de La Balme, petite-fille d'Hugonin, épousera Gaspard II de Montmayeur. François, arrière-petit-fils d'Hugonin, seigneur de Montagny, est tué en 1581.
La tour échoit ensuite entre les mains de Prosper de Menthon, puis par mariage à Jean-Jacques de Mareste, qui a épousé Melchiotte de Menthon, et à la famille Vibert. Sur le cadastre, en 1738, elle est au nom de messire Gaspard Laurent du Bourget qui l'a reçue en dot, en 1720, à la suite de son union avec Françoise Vibert. En 1862, la tour est la propriété du docteur Revel.

### La Poype
En 1209, on relève un Pierre de Poypia. Pierre II, en 1278-1282, est qualifié de « in Poypie de Chignin ». Lui succède Jean ou Johanet, dit Dérame, damoiseau, mort vers 1371. Sa fille Jeannette épouse en secondes noces Jean de Challes, co-seigneur de Monterminod ; elle avait épousé, en 1376, en premières noces, Hugues, seigneur des Déserts. Se succèdent : Claude ; puis Gabriel de Challes de Monterminod ; Hugues et Jean, neveux de Gabriel ; Louis, fils d'Hugues. Ce dernier désigne, en 1590, pour héritier universel, Philiberte de Marcossey, sa femme. Ses héritiers la cèdent, en 1594, à Louis Milliet, chancelier de Savoie. En 1738, elle est la possession de Gaspard Laurent, baron du Bourget.

### La tour de Verdun ou Verdon
On relève un Pierre de Verdon qui vivait en même temps que le premier Pierre de Poypia. À ce Pierre de Verdon succède, vers 1298, Wilfried et Aymon, en 1309 Bosonet, en 1327 Aymon. Un Anthelme de Verdon est en 1327 chevalier. On relève, vers 1367, Jean de Verdon. La tour est la possession de messire Antoine de Ramus de Charpenne entre 1571 et 1607. Françoise, sa fille, qui se marie en 1659, est dame de la maison forte de Verdon. Anne Rouer de Saint-Séverin en hérite de sa mère Marguerite de Charpenne en 1685. Anne épouse en 1699 François de Bavoz, seigneur d'Oncieu. La tour est entre les mains de Charles de La Forest, comte de La Barre, en 1738.

### La maison forte de Lerodaz ou l'Héroda
En 1792, elle était la possession de dame Duchatel, veuve. En 1936, elle est aux Quenard.

### La tour de la Platière
Cette tour fut la possession des seigneurs de La Place. Elle passe, vers 1697, à messire Aynard de Villeneuve.

## Description

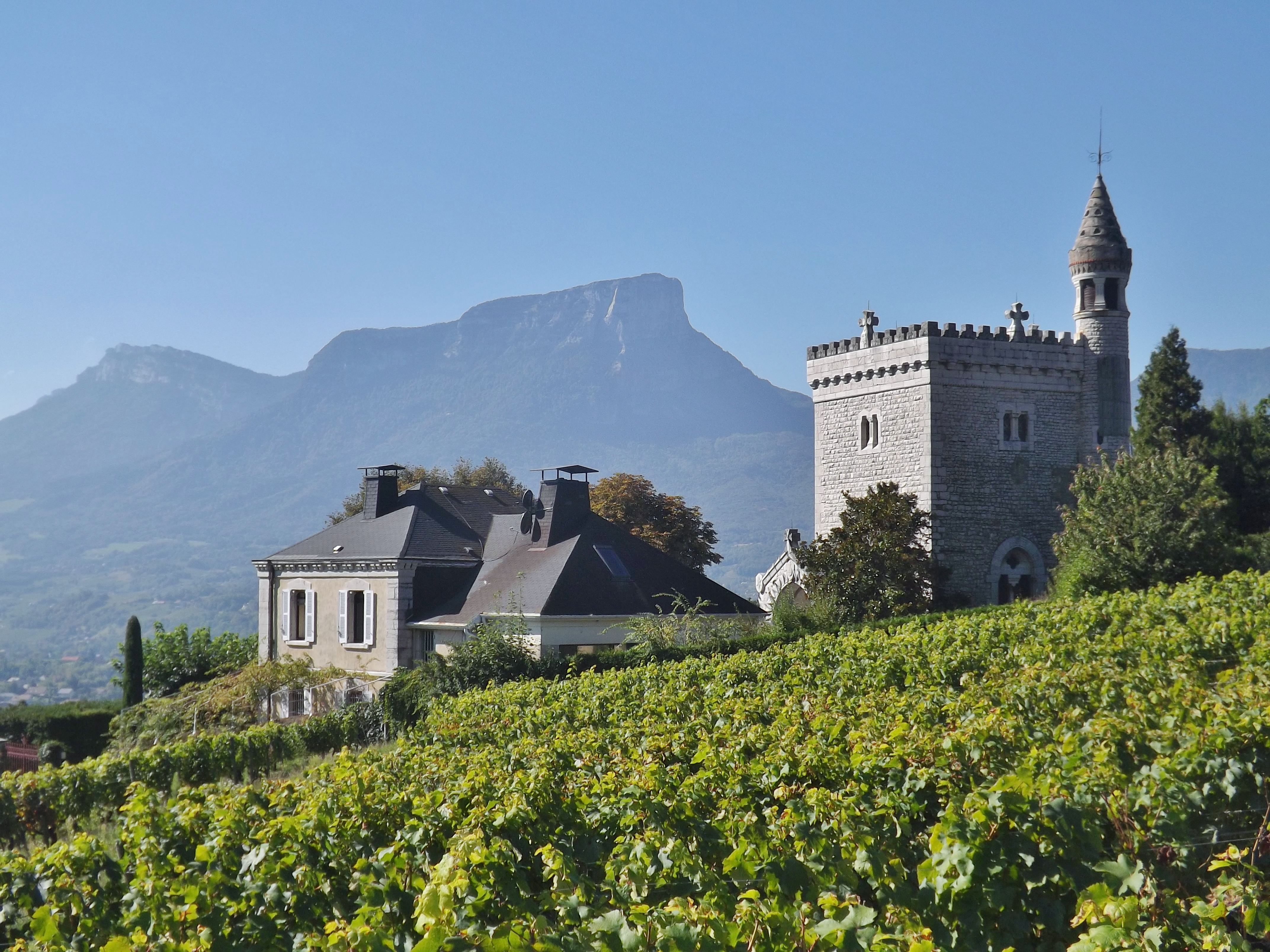
Le clos Saint-Anthelme devant le mont Granier.

Le site s'étend sur 4 hectares et se composait de sept tours-résidences du XIIe siècle, d'un village fortifié (le « Villard ») et d'une église castrale. Quatre de ces tours étaient carrées, deux circulaires et la dernière a disparu. Selon Jean Mesqui, le site pourrait remonter au haut Moyen Âge.
Les tours étaient reliées entre elles par des courtines que flanquaient des tours rondes, plus petites, que l'on discernaient encore au XIXe siècle. Trois ouvrages avancés en complétaient la défense : les tours de l'Herodaz, de La Platière et de La Fontaine.

### La Biguerne ou Clos Saint-Anthelme
La tour qui se dresse au plus bas du plateau a vu son mur d'enceinte et les tourelles des angles de sa terrasse relevés de leurs ruines.
Le clos Saint-Anthelme a été une maison de santé destinée aux femmes, fondée après la Guerre 1914-1918 par Magdeleine de Buttet (1882-1974), ancienne infirmière en chef de hôpital auxiliaire Jeanne d'Arc de Chambéry destiné aux blessés de guerre.

### Tour de la Place ou tour des Archers

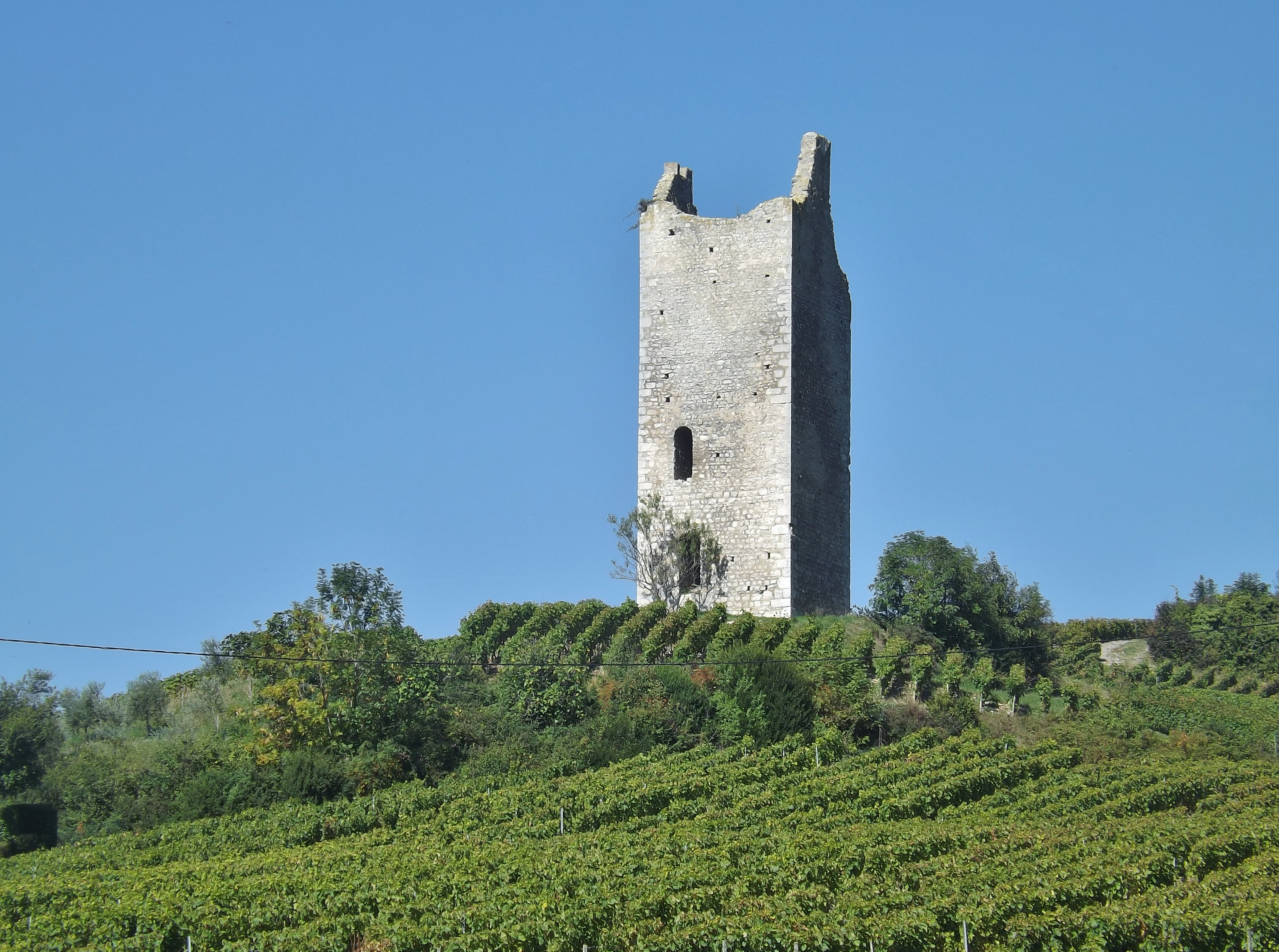
Tour des Archers.

La tour de la Place se compose d'une tour carrée, haute de quatre étages sur rez-de-chaussée, dont il subsiste trois niveaux, et de bâtiments attenants. Le dernier niveau était en 1938 ruiné. La tour mesure aujourd'hui 18 m de haut et ménage un espace intérieur de 3 m de côté hors œuvre avec des murs épais de 2 m.
Une porte en plein cintre s'ouvre au premier. Elle s'éclaire notamment au rez-de-chaussée par une baie carrée à biseaux et au second d'une belle fenêtre.

### La tour Corraz
La tour Corraz, ronde, se dresse sur un tertre. Haute de deux étages, elle est de celles qui subsiste la plus ruinée. On peut encore voir deux portes cintrés : une au rez-de-chaussée et une au premier. Au nord de la tour, une tour carrée la complétait.

### La tour de Bourdeau
La tour de Bourdeau, carrée, est, des sept tours, celle qui est la plus au nord. Arasée, elle a des murs épais de 1,50 m. Haute de trois étages sur rez-de-chaussée, il subsiste au premier étage les fragments d'une grande cheminée et au second étage des meurtrières à ébrasements. Son sommet était crénelée. À proximité il subsiste des vestiges d'un logis dont il reste une cave voûtée.

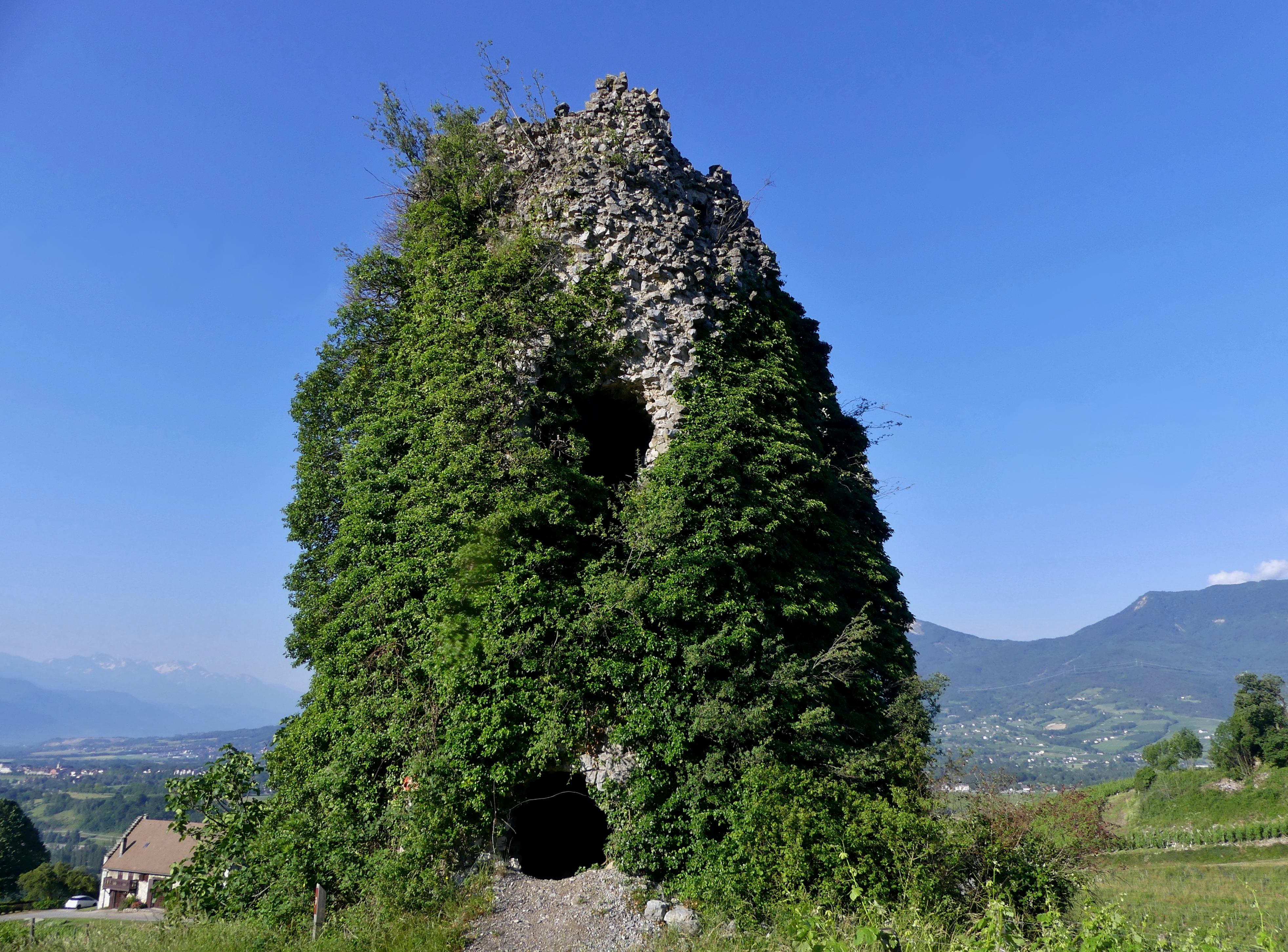
Tour de Montagny (ou du Villard).

### La tour de Montagny (ou du Villard)
La tour ronde de Montagny, au-dessus du Villard, se dresse au point le plus élevé du plateau. Ronde, elle est la plus haute des tours subsistante et aussi la plus étroite ; elle ne mesure que 3,50 mètres de diamètre hors œuvre et a des murs épais de 2 mètres. Haute de deux étages, son rez-de-chaussée s'ouvre, au nord, par une porte en pierre de taille et est défendue par deux archères. Le premier niveau s'éclaire par une grande fenêtre dont il subsiste les bases de son embrasure.

### La Poype
Elle est déjà en ruines au milieu du XVIIIe siècle. À son emplacement on a construit une maison moderne qui réemploie des murs anciens.

### La tour de Verdun

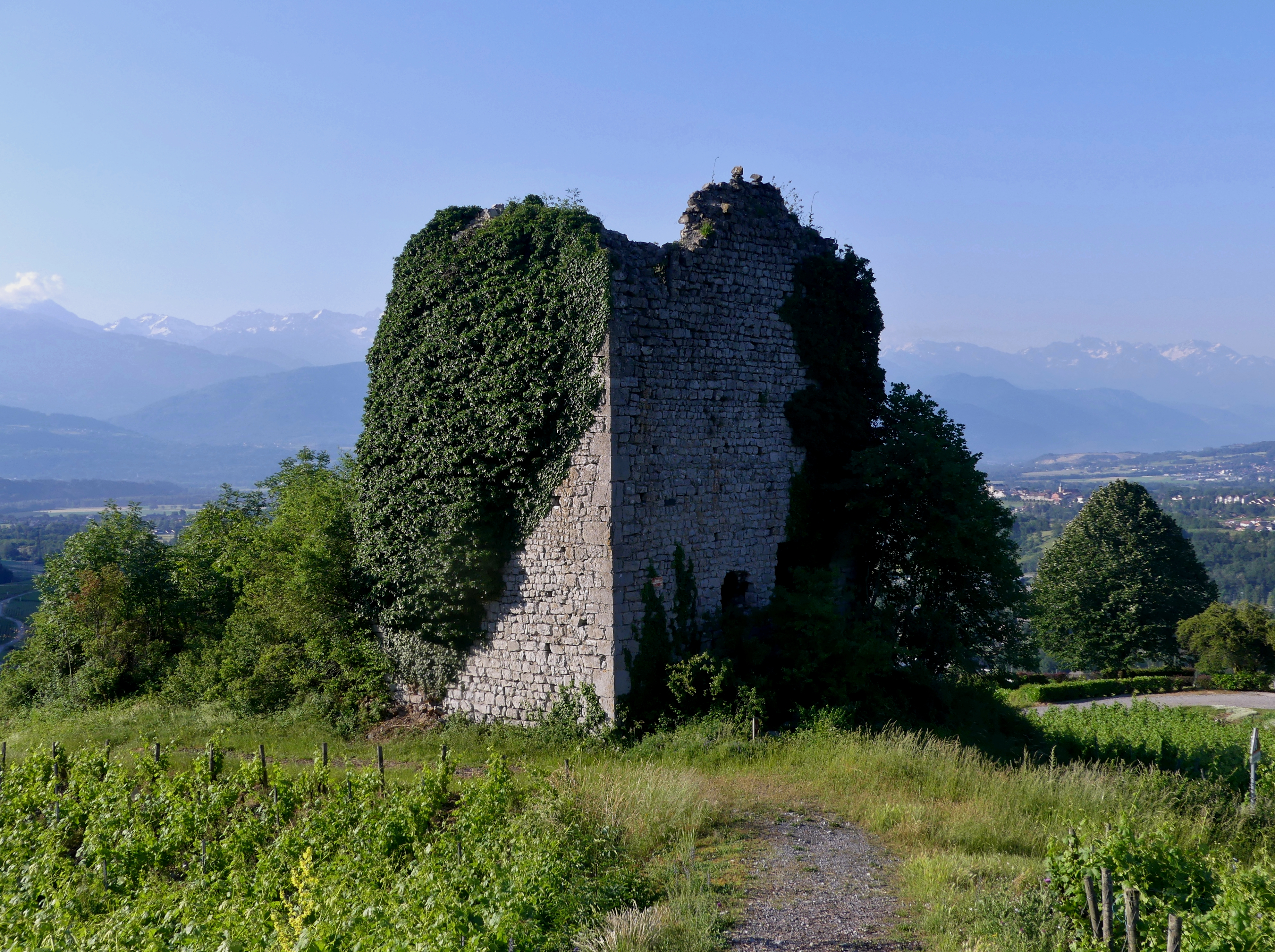
Tour de Verdun.

La tour de Verdun, située à l'angle sud-est, est une tour quadrangulaire de 8,80 × 9,30 m de côté, haute de trois étages sur rez-de-chaussée, et des murs épais de 1,60 m. Construite en pierres de taille assisées, ses pierres d'angles sont à partir du premier étage en tuf. On peut voir les traces d'une cheminée.

### La tour de La Fontaine
La tour de La Fontaine, disparue aujourd'hui, se situait sur un méplat au lieu-dit « Mollard de la Tour ».

### La maison forte de Lerodaz ou l'Héroda
La tour a des murs épais de 1,20 m ; elle a fait place à une habitation moderne.